# Холубице (Праг-запад)
Холубице (чеш. Holubice) је насељено мјесто са административним статусом сеоске општине (чеш. obec) у округу Праг-запад, у Средњочешком крају, Чешка Република.

## Становништво
Према подацима о броју становника из 2014. године насеље је имало 1.723 становника.